# Zinnwaldit
Zinnwaldit, K(Fe,Al,Li)3(Si,Al)4O10(OH,F)2, är ett silikatmineral i glimmergruppen, som beskrevs första gången i Zinnwald/Cinovec på gränsen mellan Sachsen i Tyskland och Tjeckien.

## Egenskaper
Zinnwaldit är ett mjukt, pärlemorglänsande, blekviolett, silvergrått eller gulbrunt mineral. Det är en kalium-litium-järn-aluminiumsilikat hydroxidfluorid och ett silikatmineral i glimmergruppen. Dess IMA-status är som en serie mellan siderofyllit (KFe2Al(Al2Si2)O10(OH)2) och polylitionit (KLi2AlSi4O10(F, OH)2) och betraktas inte numera som ett eget mineral.

## Förekomst
Zinnwaldit förekommer i tennstenshaltiga granit- och gnejsområden. Det förekommer i greisen-, pegmatit- och kvartsåder ofta i anslutning till tennmalmfyndigheter. Det är vanligen tillsammans med topas, kassiterit, volframit, lepidolit, spodumen, beryll, turmalin, och fluorit.

### Allmänna källor
- Bra Böckers lexikon, 1981.
- http://www.webmineral.com/data/Zinnwaldite.shtml#.V7cUIZiLTIU